# Montagne du Château
La montagne du Château est un sommet situé en Suisse, au nord de Lausanne dans le canton de Vaud. Il s'agit du point culminant du Jorat, avec 935 mètres d'altitude.

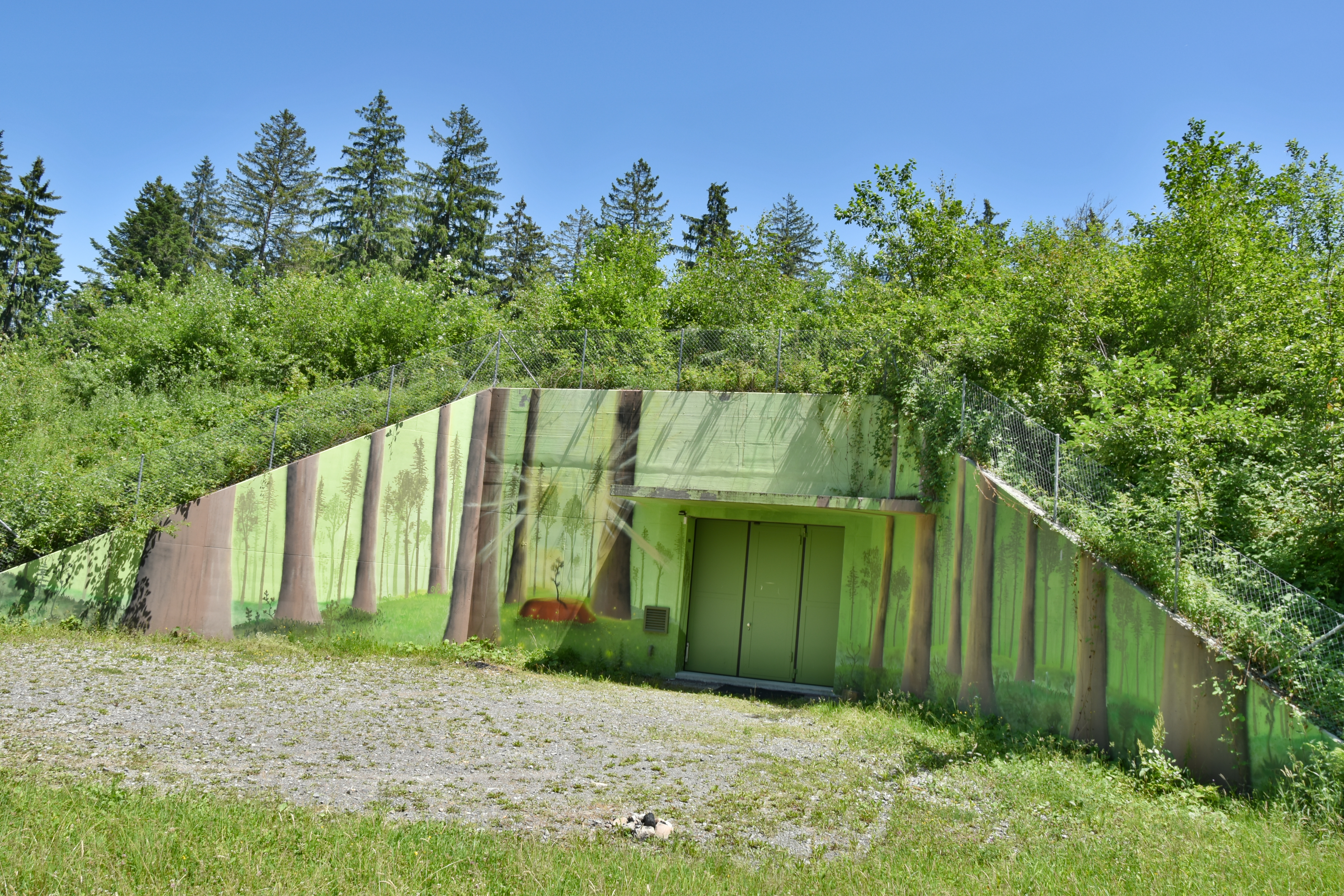
Fresque des forestiers à la Montagne du Château